# Afan-Essele
Afan-Essele ou Afanessele est une localité de la région du Centre au Cameroun, localisée dans la commune d'Edzendouan et le département de la Méfou-et-Afamba.

## Population
En 1965, Afan-Essele comptait 74 habitants, principalement des Bamvele.
Lors du recensement de 2005, ce nombre s'élevait à 361.